# Juliet, Naked
Juliet, Naked is een Amerikaans-Britse film uit 2018, geregisseerd door Jesse Peretz en gebaseerd op de gelijknamige roman van Nick Hornby.

## Verhaal
Annie zit vast in een langdurige relatie met Duncan die een obsessieve fan is van de obscure rocker Tucker Crowe. Duncan is meer toegewijd aan zijn muziekidool dan aan Annie. Wanneer de akoestische demo van Tuckers hit van 25 jaar geleden opduikt, leidt dit tot een ontmoeting tussen Annie en de rocker zelf, met grote gevolgen.

## Rolverdeling
| Acteur       | Personage    |
| ------------ | ------------ |
| Rose Byrne   | Annie        |
| Ethan Hawke  | Tucker Crowe |
| Chris O'Dowd | Duncan       |

## Productie
De filmopnamen gingen in juli 2017 van start in Londen en er werd ook gefilmd aan de Britse zuidoostkust.
Juliet, Naked ging op 19 januari 2018 in première op het Sundance Film Festival.